# If Looks Could Kill (álbum de Destroy Lonely)
If Looks Could Kill es el álbum de estudio debut del rapero y cantante estadounidense Destroy Lonely. Fue lanzado a través de Opium e Interscope Records el 5 de mayo de 2023. La producción estuvo a cargo de Cxdy, DxnnyFxntom, Lil 88, TM88 y otros. El álbum contiene una colaboración, del compañero de sello Opium, Ken Carson. La edición CD del álbum se lanzó el mismo día que la versión digital, y contiene tres temas nuevos. La edición en vinilo del álbum se lanzó el 11 de agosto de 2023, que también contiene tres temas nuevos. La edición de lujo del álbum, subtitulada "Directors Cut", se lanzó el 29 de septiembre de 2023, que incluye todos los temas adicionales de todas las versiones. El álbum sirve como continuación de su quinto mixtape, No Stylist (2022).
El álbum fue respaldado por el sencillo "If Looks Could Kill", lanzado el 3 de marzo de 2023, luego de que un fragmento se volviera viral en TikTok. El sencillo hizo su debut en el número 30 en la lista US Hot R&B/Hip-Hop Songs.  If Looks Could Kill recibió críticas mayoritariamente positivas de los críticos musicales. El álbum debutó en el número 18 en el Billboard 200 de Estados Unidos, obteniendo 29.000 unidades equivalentes a álbumes en su primera semana.

## Antecedentes y lanzamiento
Destroy Lonely reveló el nombre del álbum el 15 de septiembre de 2022, en una publicación de Twitter ahora eliminada. Después de esto, Opium estrenó la canción “If Looks Could Kill” el 3 de marzo de 2023. 
El 28 de abril, Destroy Lonely reveló en las redes sociales el arte del álbum y su fecha de lanzamiento del 5 de mayo. Al mismo tiempo, se anunció el lanzamiento en CD y vinilo de lujo de If Looks Could Kill, ambos con pistas adicionales que no se encuentran en el lanzamiento digital. 

## Arte de portada
El 27 de abril de 2023, se filtró la lista de canciones del álbum, revelando 26 canciones, 25 canciones en solitario y una pista extra con Ken Carson. Al día siguiente, Destroy Lonely indicó que el álbum se lanzaría el 5 de mayo y mostraron la portada del álbum. También se reveló que habría un lanzamiento físico de este álbum, los cuales obtendrían sus propias pistas adicionales que no se encuentran en el lanzamiento digital. 

### Cortometraje
Destroy Lonely también lanzó un cortometraje musical complementario, Look Killa, lanzado el mismo día que el álbum. 

## Recepción crítica
Alexander Cole de HotNewHipHop le dio al álbum una calificación de "Muy caliente", afirmando: "Algunos podrían encontrar el álbum de 26 pistas un poco abrumador, especialmente cuando se considera lo bien que Destroy Lonely, y solo Destroy Lonely, maneja cada canción. Sin embargo, este es uno de esos álbumes que puedes poner y elegir tus favoritos antes de hacer una lista de reproducción de ellos. Es un producto directo de la filosofía de la era del streaming. De todos modos, los fans de Destroy Lonely seguramente disfrutarán de este nuevo álbum''.
Kieran Press-Reynolds de Pitchfork afirmó: "La música de Lonely siempre ha irradiado una frescura que mata la moda y una naturalidad prístina, pero las voces apagadas y los ritmos amorfos y monótonos de If Looks Could Kill son un nuevo nivel de distanciamiento. La alegría neón de su música pasada se pierde en estas canciones, dando como resultado un álbum monocromático y miope, un vacío de ritmos y flexiones formulaicas con el extraño destello de creatividad genuina.”

## Rendimiento comercial
If Looks Could Kill hizo su debut en el puesto número 18 del Billboard 200 de Estados Unidos con 29.000 unidades equivalentes a álbumes en su primera semana.